# Млетачка Албанија
Млетачка Албанија (итал. Albania Veneta) је бивши млетачки назив за историјску и географску област која је у раздобљу од 1392. до 1797. године обухватала разне млетачке поседе у северним областима данашње Албаније и јужним областима данашње Црне Горе. Током историје, просторни опсег млетачке власти у овим областима се често мењао, што је доводило до разних промена у значењу појма Млетачка Албанија. Стварање ове области започело је 1392. године, када су Млечани успоставили своју власт у Скадру. Из тог првобитног упоришта, Млечани су наставили да шире своју власт у областима данашње северне Албаније, а њихове претензије су се потом пренеле и на подручје тадашње Доње Зете, која је обухватала приморске области данашње Црне Горе. Током прве половине 15. века, на том простору је вођено неколико ратова између Млетачке републике на једној и Зете, односно Србије на другој страни.
Упоредо са ширењем млетачке власти, ширио се и појам Млетачке Албаније, који се у то време протегао и на подручја око Улциња, Бара, Будве и Котора. Крајем 15. века, Млечани су изгубили Скадар и остале поседе у данашњој северној Албанији, након чега је појам Млетачке Албаније сведен на млетачке поседе у Доњој Зети. Пошто нису желели да се одрекну својих претензија према изгубљеним подручјима у Албанији, Млечани су задржали поменути појам из политичких разлога.
Током 16. века, након губитка Улциња и Бара, појам Млетачке Албаније је сведен на преостале млетачке поседе око Будве и Котора. Током 17. и 18. века, упоредо са поновним ширењем млетачке власти на простору Боке которске и Грбља, постепено се ширио и појам Млетачке Албаније, који је на крају обухватао све млетачке поседе од Паштровића до Херцег-Новог. Према одредбама Кампоформијског мира (1797), целокупно подручје Млетачке Албаније припало је Хабзбуршкој монархији, која је ту област реорганизовала у посебну управну јединицу под називом: Которско господство.

## Историја
Термин има упоришта у Драчкој теми која је била део Византије.
Стварање Млетачке Албаније започело је 1392. године, када je Млетачка република успоставили своју власт у Скадру, који је постао њихово главно упориште у северној Албанији. Крајем 14. и почетком 15. века, Млечани су настојали да одрже и прошире своју власт у областима данашње северне Албаније, али повремено су трпели и значајне губитке, тако да се просторни опсег њихове власти на том подручју често мењао.
Године 1420. године успели су да држе већи део обале под својом контролом. Млечани су успели да врло брзо асимилирају локални далматински језик у свој венецијански језик. Млетачке земље око Котора од 1420. до 1797. године звале су се једним именом „Млетачка Албанија” и биле су део Млетачке републике.
Када су Турци у 15. веку почели да заузимају балканске земље, хришћанско словенско становништво у Далмацији се вишеструко увећало због бројних избеглица. Јужна албанска обала, а делом и црногорско приморје изгубљени су на рачун Османског царства 1571. године. Већ крајем 17. века романско становништво Млетачке Албаније било је у мањини, према италијанском историчару Оскару Рандију у Етнопијској књизи етничких сусрета и фузије.
„Албанија” се користила као еквивалент за српско „Поморје” у титулама на латинском језику. Назив су прихватили и и користили Ђурађ II Балшић и биограф деспота Стефана Лазаревића.
У пролеће 1797. године, Млетачка република се нашла у тешком положају. Склапањем Леобенског уговора (18. април) између Француске републике и Хабзбуршке монархије започет је процес комадања млетачког државног подручја. Иако је садржао одредбе о будућој промени статуса Млетачке Истре и Млетачке Далмације, Леобенски уговор није садржао изричити помен Млетачке Албаније. Стога је током летњих и јесењих месеци 1797. године дошло до појаве различитих тумачења по питању будућег статуса те територије. Хабзбуршка страна је сматрала да се под ширим појмом Млетачке Далмације подразумева и подручје Млетачке Албаније, односно Боке которске, док је француска страна покушала да оспори такво тумачење, ради вршења додатног дипломатског притиска на бечки двор.
За то време, на подручју Млетачке Албаније, односно Боке которске, дошло је до низа локалних политичких заплета. У градским срединама су се појавиле различите идеје о будућем политичком статусу те области, а ради смиривања општих прилика у Будву је пристигао и црногорски владика Петар I Петровић Његош. Током лета 1797. године, бечки двор је одлучио да успостави директну контролу над читавим подручјем, након чега су хабзбуршке трупе запоселе Боку которску. Тиме је Млетачка Албанија фактички престала да постоји, а ново стање је озваничено Кампоформијским миром (17. октобар 1797. године).

## Границе
Ови млетачки поседи протезали се од јужне границе Дубровачке републике до Драча на албанској обали. Млетачки посед никада није ишао даље од 20 км од обале Јадранског мора. Након 1573, јужна граница помакла се до села Куфин код Будве, јер су Османлије окупирале Бар и Улцињ у Црној Гори. Након тога, млетачке земље биле су концентрисане око Боке которске и укључивале су градове: Котор, Рисан, Пераст, Тиват, Херцег Нови, Будва и Сутоморе.

## Становништво
У Котору и другим градовима живели су Италијани, Срби и други Словени. Доминатна религија била је католицизам, док су православни верници већински живели у осталим претежно брдским крајевима.
Албанци су живели на југу Млетачке Албаније. У Улцињу су чинили половину становништва и већину у Драчу.
Падом Млетачке Албаније долази до постепеног пада у броју италијанског становништва и говорника италијанског језика.
Током венецијанске власти у историјским изворима је забележено неколико случајева корупције, злоупотребе власти и дискриминације локалног словенског становништва.
Неколико знаменитих људи је живело и стварало на територији Млетачке Албаније, укључујући првог историчара венецијанске опере Крста Ивановића и штампара Андрију Палташића.